# Mendel Mann
Mendel Mann (hebräisch מנדל מן bzw. jiddisch מענדל מאן; auch Mendl Man oder Mendel Man; geboren am 9. Dezember 1916 in Płońsk, Polen; gestorben am 1. September 1975 in Paris) war ein polnischer Schriftsteller, Journalist, Zeichner und Maler. Als Sammler, Herausgeber und Autor von Liedern und Gedichten engagierte er sich zeitlebens für die jiddischsprachige Kultur und publizierte überwiegend auf Jiddisch. Seine Werke wurden in neun Sprachen übersetzt.

## Leben
Mendel Mann wurde 1916 in der masowiscben Kleinstadt Płońsk geboren. Bereits in seiner Jugend interessierte er sich für Kunst und begann zu zeichnen. Seine literarische Laufbahn begann 1935 in Warschau als Autor und Übersetzer von Kinderliteratur; in jiddischsprachigen Zeitschriften publizierte er erste Gedichte.
Nach Ausbruch des Zweiten Weltkriegs gelang ihm die Flucht vor den deutschen Besatzern in die Sowjetunion. Als Rotarmist nahm er an der Verteidigung Moskaus und der Einnahme Berlins teil und wurde Augenzeuge des Warschauer Aufstands. Seine Kriegserlebnisse verarbeitete Mendel Mann in einer Romantrilogie: Bay di Toyern fun Moskve („Vor Moskaus Toren“, 1956), Bay der Vaysl („An der Weichsel“, 1958) und Dos Faln fun Berlin („Der Fall von Berlin“, 1960). Nach Kriegsende kehrte er nach Polen zurück, wo er die Schulabteilung des Zentralkomitees der Juden leitete. Im Sommer 1946 verließ er nach dem Pogrom von Kielce Polen über Deutschland in Richtung Israel. 1954 wurde er Redaktionssekretär bei der von Abraham Sutzkever herausgegebenen Zeitschrift Di goldene kejt („Die goldene Kette“). 1961 ging er nach Paris, wo viele seiner Werke, auch dank der Förderung durch Manès Sperber, ins Französische übersetzt wurden. Er schrieb für zahlreiche jiddischsprachige Zeitschriften und wurde Chefredakteur der Tageszeitung Unzer Wort. Mendel Mann starb nach kurzer, schwerer Krankheit im Alter von 59 Jahren.

## Werke (Auswahl)

### Als Übersetzer
- Samuil Jakowlewitsch Marschak: Di posṭ, Ḳinder fraynd, Warschau 1935 („Die Post“)

### Als Herausgeber und Beiträger
- Sefer Plonsk veha-sevivah : Neishtat ve-Sokhotsin. yad ve-zekher li-kehilot she-neḥrevu, Tel-Aviv 1963 (Memorbuch der Stadt Płońsk, mit Shlomo Zemach und Mordechai Halamish)
- Kikoïne. Témoignages de diverses personnes, Piazza, Paris 1975, mit Edouard Roditi, Jean Cassou et al.

### Als Autor
- Noent fun ṿayṭns. far undzere ḳinder, Ḳinder fraynd, Warschau, 1935 („Aus nächster Nähe. Für unsere Kinder“)
- Di shtilkayt mont. lider un baladen, Borochow, Łódź 1954 („Die Stille mahnt. Lieder und Balladen“, das erste in Nachkriegspolen erschienene Buch in jiddischer Sprache)[5]
- Oyfgeṿakhṭe erd, Di goldene keit, Tel-Aviv 1953 („Erwachtes Land“)
- Yerushah, Jiddische Setzer, Regensburg 1947 („Yerushah, Lieder“)
- In a farṿorlozṭn dorf, Kijum, Buenos-Aires 1954 („In einem verlassenen Dorf“, Roman)
- Dos hoyz tsṿishn derner, Menora, Tel-Aviv 1960 („Haus zwischen Dornen“)
- Al neharot Poyln, Kijum, Buenos Aires 1962 („An den Flüssen Polens“, Roman)
- Ḳerner in midber, Undzer ḳiyem, Paris 1966 („Samen in der Wüste“, Erzählungen)
- Di milḥāmā-trilogie, Neuman, Paris 1956-1960 (Weltkriegstrilogie)
- Der shwartzer demb, Unzer Qiyyûm, Paris 1969 („Die schwarze Eiche“, Erzählungen)
- Der auṭoporṭreṭ, Peretz, Tel-Aviv 1969 („Selbstporträt“)
- Menṭshn fun Ṭengushey, Peretz, Tel-Aviv 1970 („Die Leute aus Tenguschai“, Roman, mit Illustrationen von Alexander Bogen)
- Di jidish-poilishe milchome, Peretz, Tel-Aviv 1978 („Die jüdisch-polnische Familie“, autobiographische Erzählungen)

### Übersetzungen ins Deutsche
- Vor Moskaus Toren, Verlag Heinrich Scheffler, Frankfurt am Main 1961, übersetzt von Harry Maòr
- Der Aufstand, Verlag Heinrich Scheffler, Frankfurt am Main 1963, übersetzt von Harry Maòr und Leo Wikler
- Das Haus in den Dornen. Erzählungen, Diogenes, Zürich 1965, Vorwort von Manès Sperber, übersetzt von Harry Maòr u. Eva Rottenberg, mit Reproduktionen nach Radierungen von Marc Chagall
- Unter Emigranten. Jiddische Literatur aus Berlin. Dichtung und Prosa von Scholem Alejchem, Fischl Schneerson, Alexander Granach, David Bergelson, Moische Kulbak, Itzik Manger, Peretz Markisch, Mendel Mann und Lev Berinski, herausgegeben von Andrej Jendrusch, Edition Dodo, Berlin 2003

### Textvertonungen in jiddischer Sprache
Die Weltkriegs-Trilogie und ein Erzählungsband von Mendel Mann wurden in den 80er und 90er Jahren in der Jewish Public Library in Montreal von Jiddisch-Muttersprachlern gelesen und für die Sami Rohr Library of Recorded Yiddish Books aufgezeichnet.
- Bay di toyern fun Moskve, gelesen von Eliezer Butman
- Bay der Vaysl, gelesen von Eliezer Butman und Vove Vaynshteyn
- Dos faln fun Berlin, gelesen von Eliezer Butman
- Dertseylungen, gelesen von Eliezer Butman

## Ausstellungen
- „Leben im Wartesaal“. Das jüdische Regensburg der Nachkriegszeit: Mendel Man und Der Najer Moment, 24. November 2013 bis 19. Januar 2014, Städtische Galerie im Leeren Beutel, Regensburg[7]